# Hra o tóny
Hra o tóny (v anglickém originále Game of Tones) je 23. díl 7. řady amerického animovaného seriálu Futurama. Ve Spojených státech měl premiéru 14. srpna 2013 a v Česku byl poprvé vysílán 12. ledna 2015. Název dílu byl inspirován knihou Hra o trůny.

## Děj
Neznámá vesmírná loď začala vydávat z vesmíru záhadnou melodii. Zničila už planetu Z-7 a postupně se přibližovala i k Zemi, až si jí slyšeli i lidé. Fryovi byla tato melodie velmi povědomá, ale nemohl si vzpomenout, kde ji už slyšel. Frye už to dohálnělo k šílenství, neboť kosmická loď melodii vysílala z vesmíru velmi často. Profesorovi Farnsworthovi se podařilo zdroj té hudby lokalizovat ve vesmíru pomocí senzorů a zjistil, že loď se k Zemi přiblíží přesně za dva týdny. Pomocí přístroje také objevil, že tyto tóny lze spárovat se vzpomínkou, kterou si Fry vytvořil 31. prosince 1999, tedy v den, kdy spadl do kryomrazáku. Diblík byl ale ten den na Zemi též a plnil svou misi, aby Fry spadl do kryomrazáku, ale žádnou hudbu si nevybavoval. Profesora Farnswortha proto napadlo, použít na Fryovi radio-lebeční vstřikovač snů, aby si znovu prožil celý 31. prosinec 1999 a zjistil zdroj té hudby a ostatní sledovali to co ve snu prožívá na monitoru. Fry si sice prožil jenom dopoledne, ale ve skutečnosti prospal už 13 a půl dne. Loď už byla velmi blízko u Země a zvuk už boural budovy a byl ohlušující. Fry proto pokračoval ve snění, resp. hledání zdroje té hudby. Zastavil se ve svém starém domě, kde byla jeho rodina. Namísto hledání té hudby, si s nimi ale začal užívat a tak ho do snu vstoupili popohnat všichni ostatní kolegové ze společnosti Planet Express a prezident Richard Nixon. Ti ho vyhnali z domu a Fry je vzal do Panucciho pizzerie, kde tehdy pracoval. Tam dostal rozvážku do kryocentra, kdy kdysi spadl do kryomrazáku. Celý svět mimo sen se už rozpadal a do konce snu zbývalo jen pár desítek vteřin. V poslední chvíli, když Fry spadl do mrazáku tóny uslyšel a ještě dvě noty navíc. Všichni se proto vypravili k hoře Pššt Mor a jakmile se kosmická loď přiblížila, Fry zahrál ty dvě noty navíc, které slyšel ve snu. Loď se po zahrání těchto melodií rozzářila a přistála. Jakmile přistála, bylo vidět, že loď je úplně malá a vystoupil z ní diblíkovan Dloubík. Ten ale situaci objasnil. Nesnažil se Zemi zničit, pouze mačkal tlačítko na dálkovém ovládání, pomocí něhož hledal svou kosmickou loď. Fry si vzpomenul, že ví přesně, kdy Dloubík nechal tu loď. Zavedl ho na střechu kryocentra a Dloubíkova loď tam opravdu byla. Diblík Fryovi poděkoval a přísahal mu, že najde způsob jak ho odměnit. Nakonec ho odměnil tím, že mu umožnil vstoupit do snu jeho matky a mohl s ní strávit i chvíle v lednu 2000, kdy byl už v kryomrazáku.